# Bruno Saltor i Grau
Bruno Saltor Grau (El Masnou, 1 d'octubre de 1980) és un exfutbolista català, que jugava de defensa i es va retirar al Brighton.

## Història
La seva infantesa transcorregué a les poblacions ebrenques de Flix i Móra d'Ebre (Ribera d'Ebre), on jugà a les categories inferiors de la Joventut Esportiva de Flix i del Club Esportiu Olímpic Móra d'Ebre. Passà pel futbol base del RCD Espanyol, on arribà a jugar un partit amb el primer equip davant el Rayo Vallecano el 29 de setembre de 2001. Posteriorment jugà al Gimnàstic de Tarragona (cedit), UE Lleida, i UD Almería. El 2009 fitxà pel València CF de l'entrenador Unai Emery. L'any 2012, es convertí en agent lliure, i ingressà al Brighton & Hove Albion FC.

## Equips professionals

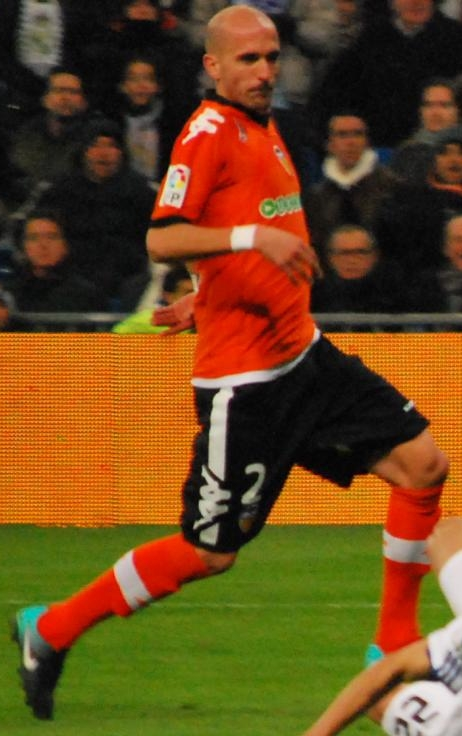
Bruno jugant pel València (2010).

- 2000-2001: RCD Espanyol B
- 2001-2002: Gimnàstic
- 2002-2003: RCD Espanyol B
- 2003–2006: UE Lleida
- 2006–2009: UD Almería
- 2009-2012: València CF
- 2012-2019: Brighton